# Базарова, Шарапат
Шарапат Базарова (узб. Sharofat Bozorova; 1920 год — неизвестно, Узбекская ССР) — бригадир тракторно-полеводческой бригады совхоза «Баяут» № 1 Ташкентской области, Узбекская ССР. Герой Социалистического Труда (1960).

## Биография
Родилась в 1920 году в одном из населённых пунктов современного Самаркандского района. С 1946 года — рабочая, звеньевая, с 1953 года — бригадир тракторно-полеводческой бригады совхоза «Баяут» № 1 Комсомольского района. За выдающиеся трудовые достижения по итогам работы в 1949 году была награждена Орденом Ленина и по итогам в 1956 году — Орденом «Знак Почёта». С 1959 года — член КПСС.
В 1959 году бригада под её руководством собрала в среднем с каждого гектара по 45 центнеров хлопка-сырца с площади в 111 гектаров. Указом Президиума Верховного Совета СССР от 7 марта 1960 года удостоена звания Героя Социалистического Труда «в ознаменование 50-летия Международного женского дня, за выдающиеся достижения в труде и особо плодотворную общественную деятельность» с вручением ордена Ленина и золотой медали "Серп и Молот.
В 1961 году бригада Шарапат Базаровой получила в среднем с каждого гектара по 35,7 центнеров хлопка-сырца с площади в 160 гектаров.
Дальнейшая судьба неизвестна.
Награды
- Герой Социалистического Труда
- Орден Ленина — дважды (1950, 1960)
- Орден «Знак Почёта» (1957)